# Nygårds sogn
Nygårds sogn (danska: Nygårds Sogn) är en församling i Glostrups kontrakt (provsti) i Helsingörs stift i Danmark. Församlingen ligger i Brøndby kommun i Region Hovedstaden. Den hörde före kommunreformen 2007 till Brøndby kommun i Köpenhamns amt, och före kommunreformen 1970 till Smørums härad i Köpenhamns amt.
Området blev ett kyrkdistrikt (kirkedistrikt) inom Brøndbyøsters församling 1968, fick eget menighetsråd 1972 och utbröts som självständig församling 1979.
Den 1 januari 2012 hade församlingen 5 962 invånare, varav 3 877 (65,03 procent) var medlemmar i Danska folkkyrkan.

## Kyrkobyggnader
- Nygårdskirken